# Atypopenaeus stenodactylus
Atypopenaeus stenodactylus is een tienpotigensoort uit de familie van de Penaeidae. De wetenschappelijke naam van de soort is voor het eerst geldig gepubliceerd in 1860 door Stimpson.